# Oorlogsmonument Harmoniehof
Het Oorlogsmonument aan het Harmoniehof is een oorlogsmonument in Amsterdam-Zuid.

Het is een zogenaamde Vrijheidsboom (Krimlinde, Tilia euchlora) in 1947 geplant aan de zoom van een van de plantsoentjes die het Harmoniehof rijk is. De vrijheidsboom, ook wel vredesboom, wordt beschermd door een sierrand bestaande uit hardstenen segmenten. Op die sierrand staat de tekst:
Vrijheidsboom 1945; A.C.W. Samenwerking
.
A.C.W. Samenwerking staat voor Amsterdamsche Coöperatieve Woningvereeniging 'Samenwerking', die het plein en omgeving liet bouwen. Die woningcorporatie plaatste in 2017 ook het  Oorlogsmonument Gerard Terborgstraat.

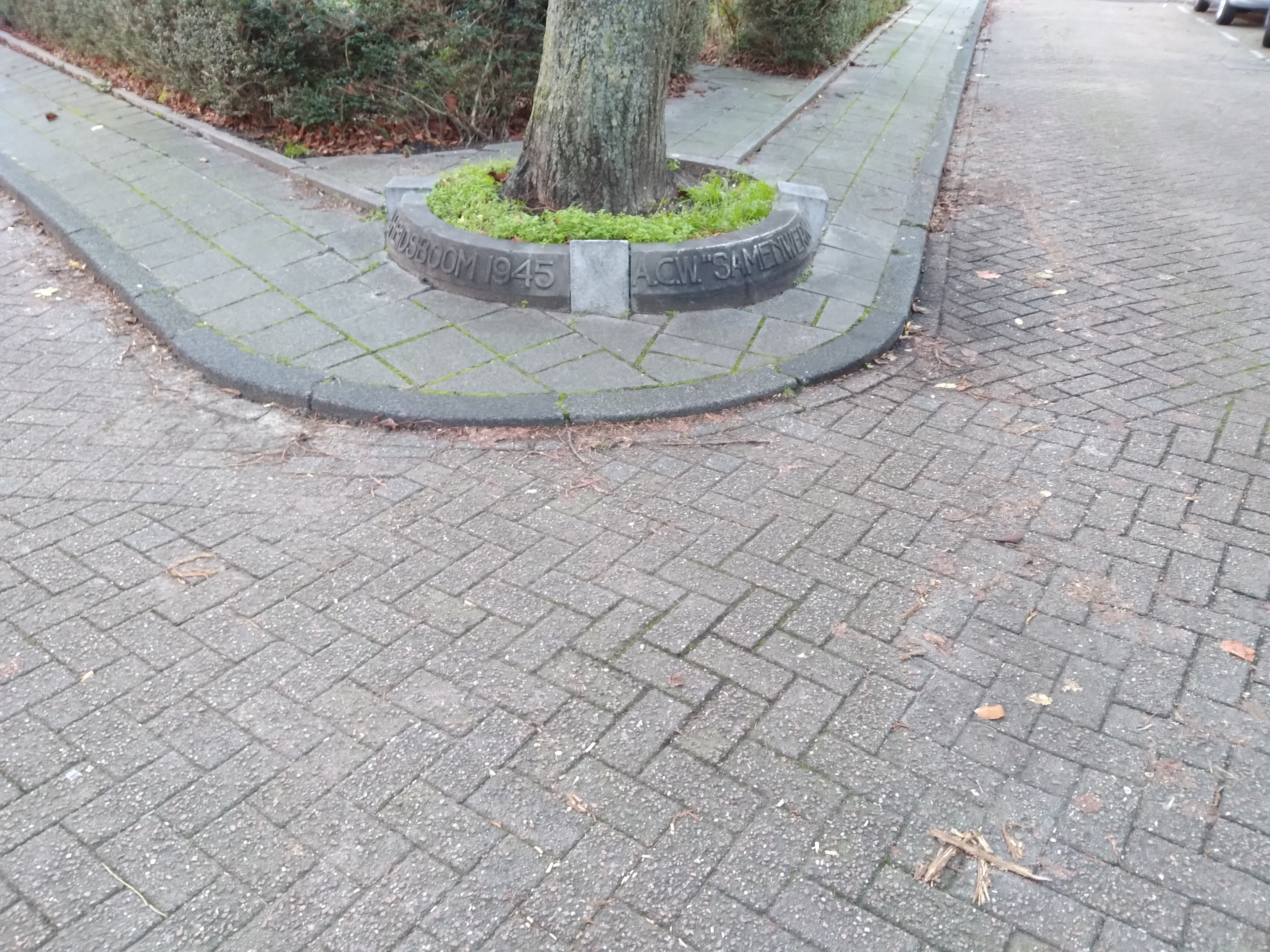
Sierrand (november 2020)